# Никулин, Виктор Михайлович (журналист)
Виктор Михайлович Никулин (16 декабря 1968, Душанбе — 22 марта 1996 года, там же) — таджикский журналист, известный большинству российских телезрителей середины 1990-х репортажами из горячих точек. Лауреат ТЭФИ (1997) и премии Союза молодёжи Таджикистана (посмертно).

## Биография

### Ранние годы
Виктор Никулин родился в Душанбе в семье журналиста Центрального телевидения Михаила Викторовича Никулина. После окончания средней школы № 9 имени Низами в 1986 году
поступает в Душанбинский государственный педагогический институт им. Т. Г. Шевченко на факультет русского языка и литературы.

### Карьера
Работал на республиканском радио, вёл радиопередачу «Диалог». С ноября 1993 года — в телерадиокомпании «Мир», но проработал он там недолго. С апреля 1994 года — собственный корреспондент телекомпании НТВ в Таджикистане. С 1995 года устроился на работу в российскую телекомпанию ОРТ в том же качестве. Репортажи для ОРТ Никулин вёл преимущественно с таджико-афганской границы, где обозревал акты устрашения таджикских оппозиционеров и детали транзита наркотических средств из Афганистана на территорию России. После убийства Владислава Листьева он, несмотря на давление на журналистский корпус ОРТ, остался в коллективе.

### Смерть
Освещением событий в Таджикистане для ОРТ Виктор Никулин занимался вместе со своим отцом Михаилом. Михаилу неоднократно поступали звонки и письма с угрозами и требованиями покинуть территорию республики. В ходе очередного телефонного разговора неизвестный пригрозил Михаилу Никулину расправой над его сыном: «Тебя мы не тронем. Но месть будет страшной: у тебя есть сын.».
В пятницу, 22 марта 1996 года Виктор Никулин вошёл в здание корреспондентского пункта на улице Путовского в Душанбе, вслед за ним в помещение зашли двое неизвестных. Через несколько секунд прозвучало три выстрела. Журналист скончался на месте. Министр внутренних дел Таджикистана Якуб Салимов заявил о привлечении к расследованию этого дела своих  лучших работников. 31 марта состоялась гражданская панихида и похороны журналиста в Душанбе.
Убийцы были задержаны спустя 5 лет, в ходе оперативных мероприятий в центре Душанбе. Ими оказались два жителя Кофарнихонского района: Уктам Тахиров и Нарзибек Давлатов. В ходе допроса они признались что совершили убийство Никулина по приказу полевого командира Нозима Юнусова.

## Память
Выражая протест, в связи с убийством Никулина, журналисты Таджикистана объявили «Неделю памяти», в рамках которой с 5 по 12 апреля 1996 года республиканские и городские издания приостановили выпуск своих газет. Аккредитованные в Таджикистане корреспонденты зарубежных СМИ, также приостановили выход своих публикаций с 5 по 8 апреля.